# Nuala (Band)
Nuala war eine deutsche Band, die zur Neuen Deutschen Welle gezählt wird.

## Bandgeschichte
Nuala wurde 1981 von Sünje Kesseler (Gesang), Thomas Kisser (Schlagzeug), Bernd-Dietrich Rosenwinkel (Gitarre), Andreas Unruh (Keyboard) und Arthur Koll (Bass) gegründet.
Entdeckt wurde Nuala von Frank Mille, dem ehemaligen Gitarristen der deutschen Beatband The Rattles. Er nahm mit ihnen 1981 das Debütalbum Aufriss auf. 1983 folgt das zweite Album Energie. Nachdem 1984 die Sängerin Sünje Kesseler die Band verließ und durch Bettina Schischke ersetzt wurde, änderte sich der musikalische Stil der Formation. Die Musik wurde jazziger und um teils englische Texte ergänzt.
1985 benannte sich die Band nach kommerziellen Misserfolgen in The Drive um und veröffentlichte ein komplett englischsprachiges Album namens Human Drive, das sich kommerziell nicht durchsetzen konnte. Daraufhin löste sich die Band endgültig auf.
Allein Thomas Kisser konnte sich in den Folgejahren als Berufsmusiker etablieren und komponierte eine Reihe von Liedern für die Kinderfernsehsendung Hallo Spencer. Doch es blieb bei Thomas Kisser nicht nur bei Liedern für Hallo Spencer. Über Jahre etablierte er sich immer weiter in der Musikbranche und erreichte mehrere nennenswerte Erfolge. Beispiele seiner Werke finden sich in der Werbung und im Filmen wieder. Bei dem deutschen Film Jakobs Bruder mit Christoph Maria Herbst komponierte Thomas Kisser die gesamte musikalische Begleitung. Auch das heute noch verwendete Audiologo von BMW wurde 2013 von Thomas kreiert.

## Diskografie

### Alben
- 1982: Aufriss
- 1983: Energie
- 1984: Volcano
- 1985: Human Drive (als The Drive)

### Singles
- 1982: Die Caravane
- 1982: New York, New York
- 1983: Du gehst mir unter die Haut
- 1984: Casanova
- 1985: Beat your body (als The Drive)
- 1985: Good for Nothing (als The Drive)